# Indigofera malindiensis
Indigofera malindiensis är en ärtväxtart som beskrevs av Jan Bevington Gillett. Indigofera malindiensis ingår i släktet indigosläktet, och familjen ärtväxter. Inga underarter finns listade i Catalogue of Life.